# بخش چویسول
بخش چویسول (به لاتین: Choiseul Quarter) یک منطقهٔ مسکونی در سنت لوسیا است.

## خصوصیات
بخش چویسول ۶٬۱۷۴ نفر جمعیت دارد.